# Centrale autonome des travailleurs (Brésil)
Pour les articles homonymes, voir Centrale autonome des travailleurs.
La  Centrale autonome des travailleurs (Central Autônoma de Trabalhadores - CAT) est un syndicat brésilien affillié à la Confédération syndicale internationale. Elle a fusionné le 19 juillet 2007 avec deux autres organisations syndicales pour former l’União Geral dos Trabalhadores.